# Мальцева (деревня)
Мальцева — деревня в Кудымкарском районе Пермского края. Входила в состав Белоевского сельского поселения. Располагается на левом берегу реки Кувы северо-западнее от города Кудымкара. Расстояние до районного центра составляет 23 км. По данным Всероссийской переписи населения 2010 года, в деревне проживало 211 человек (101 мужчина и 110 женщин).

## История
По данным на 1 июля 1963 года, в деревне проживало 288 человек. Населённый пункт входил в состав Кузьвинского сельсовета.